# Фенцик, Стефан
Стефан Фенцик (русин. и укр. Степан/Стефан Фенцик), при рождении Степан Андреевич Фенцик (укр. Степан Андрійович Фенцик, 13 октября 1892, Великие Лучки, Австро-Венгрия — 30 марта 1946, Ужгород, СССР) — закарпатский культурный и политический деятель русофильского и провенгерского направлений, священник. Бывший министр карпатоукраинской автономии в составе Чехословакии и депутат парламента Венгрии. Основатель профашистских, черносотенных организаций Закарпатья. Автор музыки гимна Подкарпатской Руси на стихи Александра Духновича. После Второй мировой войны был репрессирован советской властью, признан виновным в сотрудничестве с венгерскими фашистскими властями и казнён. Посмертно реабилитирован в 1992 году.

## Ранние годы

### Происхождение и образование
Степан Андреевич Фенцик родился 13 октября 1892 года в местечке Великие Лучки (нынешний Мукачевский район Закарпатской области Украины) в семье грекокатолического священника родом из Мукачева.
Племянник известного русофильского писателя Евгения Фенцика. В материалах допросов НКГБ по национальности указан как русский.
Учился в Ужгородской, а позже в Береговской гимназиях (1910), изучал теологию и философию в Будапештском (1910—1914) и Венском (1914—1916) университетах. В Париже окончил курсы французского языка, а также изучал право. В 1918 году в Вене и Будапеште изучал музыковедение.

## Просветительская деятельность
В 1918 году стал грекокатолическим священником. Преподавал в учебных заведениях Ужгорода.
В 1921—1922 годах преподавал музыкальные дисциплины в Ужгородской певче-учительской семинарии, в 1922 году основал ученическое «Музыкальное общество» из хора и оркестра из струнно-смычковых инструментов, рояля и фисгармонии. Общество участвовало во всех праздниках и торжествах, действовало до 1929 года. Нотная библиотека общества насчитывала 37 партитур.
В 1923 году стал соучредителем Общества им. Духновича.
Декларировал себя как националист и убеждённый противник марксизма.
Согласно Фенцику, общество имени Духновича выпускало все свои издания на литературном языке, «на котором писали все наши писатели и культурные деятели», но также публиковало десятки произведений «на народном говоре». Фенцик при этом активно настаивал на том, чтобы в уставе общества сохранялись определения «русский» и «угро-русский», но не было слова «рутенский» (в дальнейшем венгерские власти безуспешно пытались его убедить использовать именно термин «рутенский»). Также в своих письмах он утверждал, что общество Духновича выполняло около 70% культурной работы в Подкарпатье, однако с 1932 года не получало никаких государственных средств на своё содержание, в то время как украинофильской «Просвите» было выделено венгерскими властями более 1 млн. венгерских форинтов на деятельность.
В 1931 году он пытался стать грекокатолическим епископом, однако не был избран. За политическую деятельность был лишён духовного сана.

## Политическая деятельность

### Русская национально-автономная народная партия
Фенцик занимал должность генерального секретаря общества имени Духновича. На этом посту активно сотрудничал с российской белой эмиграцией и русскими националистами (в частности, с Константином Родзаевским). С начала 1930-х Фенцик был почётным членом основанной Родзаевским Российской фашистской партии, а одна из издаваемых им в 1935—1938 годах газет называлась «Нашъ путь» — в подражание аналогичному изданию харбинских фашистов. Сотрудничал также с белоэмигрантскими организациями монархического толка, с «Национально-трудовым союзом нового поколения», «Витязями» и другими организациями. В 1934 году совершил поездку в США, где установил связь с местными русскими организациями. Также контактировал с русинской диаспорой в США, активно агитируя в поддержку создания автономии в Карпатской Украине. Активно изучал труды Бенито Муссолини.
В 1935 году Фенцик основал крайне правую Русскую национально-автономную народную партию (РНАП), которая придерживалась не только идеологии русофилии с лозунгами «Подкарпатская Русь для карпатороссов» и «Единый русский народ от Попрада до Камчатки», но и также фашизма и антисемитизма. Принципы организации РНАП были схожи с принципами НСДАП и Национальной фашистской партии Италии. Сооснователями партии с Фенциком выступили его соратники Гаджа и Игнаций. От РНАП Фенцик был избран депутатом в чехословацкое Национальное собрание (1935—1938). Согласно приговору Закарпатского окружного суда, Фенцик попал туда «путём всякого рода шантажа»: руководитель организации «Карпатская сечь» Дмитрий Клемпуш утверждал, что чехословацкий парламент решил ввести в парламент представителей нескольких движений, активно выступавших за автономию Закарпатской Руси.
Фенцик издавал газеты «Карпаторусский голос» (1932—1934), «Наш путь» (1935—1938) и другие. В 1936 году учредил в Закарпатье молодёжную организацию «Русский скаут», заняв должность её главного старосты. Состоял в оппозиции по вопросу присоединения Подкарпатской Руси (Закарпатской Украины) к Венгрии.
По некоторым данным, РНАП тайно финансировалась Радолой Гайдой и Иржи Стржибным, а в финансировании выпускаемых Фенциком газет активно участвовал консул Польши в Ужгороде Халупчинский. На допросе в следственном отделе УНКГБ ЗУ от 27 ноября 1945 года Фенцик утверждал, что получил от Халупчинского 52 тысячи чехословацких крон для нужд своей партии и партийной печати: отчасти финансирование Фенцика поляками было связано с тем, что и РНАП, и польские власти считали украинских националистов своими злейшими врагами. При этом поляки просили Фенцика не форсировать вопрос об автономии Закарпатья в составе Чехословакии, опасаясь усиления стремления украинцев Галиции к самостоятельности. Консул Халупчинский также предлагал Фенцику опубликовать ряд статей о деятельности католической церкви и рекомендовал установить дружеские отношения с епископом Стойка Александром.
В 1938 году он стал министром без портфеля первого автономного правительства Подкарпатской Руси.
После раскрытия его провенгерской деятельности чехословацкими властями он был брошен в тюрьму, но спустя несколько недель освобождён. Официально фигурировал как несудимый. В дальнейшем перебрался в Будапешт.

### Присоединение Закарпатья к Венгрии
Со страниц газеты «Карпаторусский голос» Фенцик выступал в поддержку присоединения Закарпатья к Венгрии, утверждая, что венгерские власти дали русинам гарантию национальной и культурной автономии, а также выразили готовность бороться не только против марксистской идеологии, но и против влияния чехов и украинцев, подтверждая лояльность Венгрии. Подобный курс некоторыми историками назывался «угро-русинизмом». Публично Фенцик отрицал какую-либо москвофильскую тенденцию, поскольку «это была бы политика», а сам он называл общество Духновича чуждым любой политической деятельности. Тем не менее, под давлением венгерских властей ему пришлось исключить из устава ряд определений политического характера.
Согласно материалам допроса УНКГБ ЗУ от 9 января 1946 года, с целью привлечения молодёжи на сторону Русской национальной автономной партии Фенцик создал из числа молодых людей, прошедших обучение в «Русском скауте», так называемую гвардию чернорубашечников. По линии центрального секретариата РНАП в окружные комитеты было передано письменное указание об организации отрядов гвардии чернорубашечников: в Ужгороде был образован штаб, куда вошли сам Фенцик, Степан Крайняк, Варфоломей Болецкий, Алексей Фаринич, Иван Ковач и Василий Чепинец. В октябре 1938 года была сформирована Русская национальная гвардия чернорубашечников, которая формально должна была защищать Чехословацкую Республику.
В ноябре 1938 года состоялся Первый Венский арбитраж, по которому часть Подкарпатской Руси с городами Ужгород, Мукачево и Берегово была передана Венгрии. После арбитража Фенцик обратился к министру внутренних дел Венгрии с просьбой передать «карпаторусским культурным организациям и гвардии чернорубашечников» помещения, прежде занятые украинофильским движением «Просвита». Советник министра Я. Пашканади предложил наджупану Ужанской жупы Ю. Дюричу выполнить требования Фенцика, поскольку последний своими действиями подтверждал лояльность карпатских русин Венгрии и мог служить «противодействием чешской пропаганды». Дюрич отказался, заявив, что культурную жизнь русинов должны регулировать правовые основы будущей автономии, а не требования отдельного человека. При этом венгерское население активно протестовало против решений Первого Венского арбитража о передаче Закарпатья венграм, а многие даже выступали за присоединение территорий к СССР.
Согласно допросу СМЕРШ Прикарпатского военного округа от 6 сентября 1945 года (допрос вёл капитан Марченко), Фенцик был в том же году на приёме у премьер-министра Венгрии Белы Имреди, который предложил ему сотрудничество с венгерскими властями. Имреди, по словам Фенцика, дал ему задачу добиться изменения общественного мнения и доказать «экономическую, политическую и этнографическую связь населения» с венграми — в том числе и путём осуществления антисоветской пропаганды и распространения заявлений о будущей автономии Закарпатья в составе Венгрии. С этой целью он предложил Фенцику использовать газету «Карпато-русский голос» Русской национально-автономной партии для публикации соответствующих статей: ежемесячно для газеты должны были выделяться субсидии в размере 2400 пенгё. Фенцик утверждал, что надеялся занять «правящее положение в Закарпатской Украине».
Министр иностранных дел Венгрии Иштван Чаки взял с Фенцика слово организовать боевые отряды численностью 5 тысяч человек с целью оказания помощи венграм в борьбе против чехословаков (как властей, так и отрядов коммунистов) и Карпатской сечи в случае, если такие стычки будут. Работу по созданию гвардии не удалось завершить к моменту присоединения Закарпатья к Венгрии: были образованы только небольшие отряды в селе Радванка Ужгородского округа, в городах Мукачево и Берегово. До вступления венгров на территорию Закарпатья отряды не участвовали ни в какой деятельности, а 10 ноября 1938 года они вместе с представителями РНАП, общества имени Духновича и «Русского скаута» встречала венгерские войска, что было запечатлено на фотоснимке в газете «Карпато-русский голос» от 19 января 1939 года (№ 1123). Чернорубашечники Фенцика, согласно материалам его личного дела, занимались приграничной разведкой и передавали венгерской службе контрразведки «Кемельгарито-осталь» сведения военного характера, собранные на чехословацкой территории.
На допросе СМЕРШ от 6 сентября 1945 года Фенцик говорил, что был введён в парламент Венгрии 1 декабря 1938 года без выборов как депутат от Закарпатья, получив профессорскую пенсию. По другим данным, он был назначен депутатом верхней палаты парламента в марте 1939 года, где оставался до 1944 года. Потеряв со временем влияние, РНАП была переименована в Угрорусскую Национальную Партию, которая затем вошла в одну из венгерских политических партий.
На выступлении в парламенте 5 декабря 1938 года Фенцик публично поддержал присоединение Закарпатья к Венгрии.
Фенцик активно принимал участие в событиях марта 1939 года, когда Венгрия захватила Закарпатскую Украину, подавив выступления Карпатской Сечи. По заявлению Фенцика на допросе СМЕРШ, к концу первой половины марта 1939 года в обществах таких городов, как Ужгород, Мукачево, Мишкольц, Серенче, Шарошпоток и Будапешт, он прочитал около 60 лекций по радио с доказательствами в пользу необходимости присоединения Закарпатья к Венгрии, а также активно призывал население к сотрудничеству с венгерскими властями. Для распространения антисоветской пропаганды он публиковал «клеветнические статьи» в «Карпато-русском голосе», поступавшие от Ильковича — доверенного лица Имреди, а также публиковал антисоветские заявления членов редакции газеты — белоэмигрантов Федорова и Левицкого.
Однако Дюрич жаловался министру внутренних дел на поведение Фенцика и его чернорубашечников, которые во время вооружённых стычек венгерских войск и Карпатской Сечи проводили время «в увеселительных заведениях Ужгорода», а в последующие дни снимали везде венгерские флаги, ставя на их месте русские трёхцветные флаги. Также, по свидетельствам Фенцика на допросе СМЕРШ, новые венгерские власти проводили массовые аресты лиц, выражавших в какой-либо форме симпатии к СССР. Плакаты с заявлениями о предоставлении автономии, по словам Фенцика, были сняты в первые же месяцы после присоединения Закарпатья к Венгрии, а лиц, высказывавшихся о необходимости выполнять эти обещания, венгры затем арестовывали.
Фенцик занимал пост помощника карпаторусского политического деятеля Андрея Бродия — лидера Автономного земледельческого союза и фактического руководителя органов местной венгерской власти в Закарпатье. Бродий, как и Фенцик, был избран в Национальное собрание Чехословакии от земледельческого союза после настоятельных требований допустить в парламент сторонников автономии Чехословакии.

## Вторая мировая война
С 1939 по 1943 годы Фенцик совершил несколько поездок в Ватикан, добившись аудиенции у Пия XII.
В 1940 году был избран почётным членом Эстергомского научного общества имени святого Геллерта. Автор книги «A Kárpátaljai autonómia és a kisebbségi kérdés» (1941) по вопросу предоставления русинам автономии. Также известен как автор музыки к гимну Подкарпатской Руси «Подкарпатские русины, оставте глубокий сон…» (стихотворение Александра Духновича).
28 ноября 1940 года, выступая в венгерском парламенте, Фенцик заявил, что у карпатороссов в Венгрии было на 600% больше прав, чем в Словакии, и призвал к объединению всех карпатских русин в пределах одного венгерского государства. Представители Словакии резко отреагировали на подобные воззвания, заявив, что никто не имеет права навязывать словакам русинскую национальность — Фенцику они приписали отстаивание девиза «русины от Тиса до Попрады» и попытку реализации так называемой «Святостефанской идеи».
Фенцик поддержал присоединение Венгрии к войне против СССР на стороне гитлеровской Германии, голосовал за доверие правительству Венгрии и за военный бюджет.
В 1943 году на территории Закарпатья начали действовать партизанские отряды, разведывательные и диверсионные группы СССР, чья деятельность вызывала поддержку со стороны местного населения. Фенцик при этом продолжал публиковать антисоветские статьи в «Карпато-русском голосе», а венгерские власти усилили репрессии против местных сторонников СССР. Однако к тому моменту венгерскими властями были закрыты или добились роспуска многие русские культурные общества (в том числе общество имени Духновича), а от Фенцика потребовали прекратить употреблять в выступлениях и публикациях слово «автономия». Несмотря на все происходившие события, Фенцик не решался прекращать сотрудничество с властями, опасаясь лишиться депутатского мандата.
Фенцик утверждал на допросе в СМЕРШ от 6 сентября 1945 года, что после прихода Ференца Салаши к власти подал заявление о сложении депутатских полномочий, которое осталось без ответа.
После прихода советских войск в Будапеште с 1944 года работал переводчиком в советском штабе.
Публично декларируя свою аполитичность, Фенцик увлекался изучением профашистских движений и отстаивал идею фашизма как альтернативы демократии. В газете «Карпаторусский голос» он отстаивал идею борьбы национализма против «иудо-марксизма», который «гримировался под демократизм, либерализм и атеизм», а также неоднократно осуждал английский империализм как апологет «старого, отжившего капиталистического порядка». Активное увлечение Фенцика профашистскими движениями и присутствие на его собраниях людей, вскидывавших руки в нацистском приветствии, не на шутку встревожили венгерские правящие круги; к тому же между Фенциком и Бродием шла активная борьба за влияние на карпаторусское движение.

## Арест и смерть
В марте 1945 года Фенцик был арестован СМЕРШем 4-го Украинского фронта по обвинению в сотрудничестве с венгерскими фашистскими властями. 5 сентября 1945 года его личный архив, вывезенный из дома общества имени Духновича, был конфискован и доставлен в УНКГБ по Закарпатской Украине для разборки.
По некоторым данным, во время допросов советские власти предлагали Фенцику принять православное крещение, зная о его амбициозности, и даже возглавить этот «процесс перехода», однако он отказался.
По материалам допросов Фенцика перед судом предстали ряд деятелей венгерских фашистских организаций, в том числе организатор отрядов «Собод чопотош» Николай Монди.
С 3 по 14 июня 1946 года судебная коллегия по уголовным делам Закарпатского областного суда (председатель — Шолом, народные заседатели — Варга и Пупчак, секретарь — Токарь) рассмотрела уголовное дело против Фенцика в закрытом судебном заседании. Суд проходил при участии прокурора Кондратьева и адвокатов Датского, Тудовши и Юдковича. Фенцик был признан виновным в преступлениях, предусмотренных статьями 54-4, 54-11 и 54-13 Уголовного кодекса УССР, и был приговорён к высшей мере наказания (смертная казнь через расстрел) с конфискацией имущества. Приговор был приведён в исполнение в том же году: считается, что Фенцика застрелили в тюремной камере.
По другим сведениям, Фенцик был казнён 30 марта 1946 года по постановлению всё того же Закарпатского областного суда. Пётр Гецко утверждал, что обвинения против Фенцика были выдвинуты с нарушением законодательства УССР, поскольку оно начало действовать на территории Закарпатской области только 24 января 1946 года (при том, что сама область была образована 22 января по Указу Президиума Верховного Совета СССР).
Считается, что Фенцик был тайно похоронен на кладбище по улице Капушанской в Ужгороде, однако местонахождение могилы до сих пор неизвестно. Библиотека общества имени Духновича была перевезена в Управление НКГБ по улице Калинина в Ужгороде, а позже была расформирована: одна часть её фонда была передана Ужгородскому государственному университету, другая часть была передана музею в замке, а третья часть оказалась в частных коллекциях.
24 февраля 1992 года решением президиума Закарпатского областного суда согласно ст. 1 Закона Украинской ССР «О реабилитации жертв политических репрессий на Украине» был реабилитирован.

## Личная жизнь
Фенцик не был женат. При этом, согласно версии Сергея Ткачёва, Фенцик был лишён духовного сана как раз за сожительство с женщинами.